# Kościół św. Szczepana w Andorze
Kościół pw. św. Szczepana w Andorze jest kościołem parafialnym w stylu romańskim w mieście Andora. Został wybudowany na przełomie XI i XII wieku, a następnie przebudowany na początku wieku XX. 
Pierwszy dokument o kościele pochodzi z 1079, ale wzmianki o nim pojawiały się od 1000 roku. Najlepiej zachowanym elementem jest głowica, która jest największą apsydą romańską w Andorze. Jest również najbogatszym pod względem rzeźbiarskiej dekoracji. Pod dachem znajduje wycięty fryz. Poniżej, jest fryz z łukami, które spoczywają na półce z geometrycznymi motywami. W północnej ścianie są małe apsydy, pierwotnie pokryte malowidłami. Zachowały się one w Narodowym Muzeum Sztuki Katalonii. Malowidła zajmują cały kościół, oprócz absydy, absydy centralnej i prezbiterium. W połowie XX wieku Muzeum Narodowe Sztuki Katalońskiej nabyło obrazy z absydy i niektóre fragmenty absydy. W sklepieniu apsydy był namalowany Chrystus. Uważa się, że antykwariusz Barceloński został zniszczony, aby zapobiec spadkowi w ręce swojego rywala. Tylko św. Łukasz zachował symbol, czyli skrzydlate byka. W dolnym rejestrze były reprezentowane sceny z męki Chrystusa. Od lewej do prawej jest pocałunek Judasza i chłosta Jezusa przed Piłatem. Absyda została podzielona na dwa rejestry.